# Paweł Dudkowski
Paweł Dudkowski (ur. 13 czerwca 1998) – polski piłkarz ręczny, prawy rozgrywający, od 2017 zawodnik Zagłębia Lubin.
Wychowanek Śląska Wrocław, w którego barwach w sezonie 2015/2016 zadebiutował w Superlidze. W sezonie 2016/2017 był zawodnikiem pierwszoligowego Moto-Jelcz Oława, w którym rozegrał 20 spotkań i rzucił 72 bramki. W 2017 przeszedł do Zagłębia Lubin. W sezonie 2017/2018 rozegrał w jego barwach 15 meczów w Superlidze i zdobył 32 gole. W sezonie 2018/2019, w którym rozegrał 32 spotkania i rzucił 116 bramek, był najlepszym strzelcem Zagłębia w lidze.
W 2014 z reprezentacją Polski U-16 wygrał Turniej Nadziei Olimpijskich w węgierskim Gyöngyös. W 2016 uczestniczył w mistrzostwach Europy U-18 w Chorwacji, w których rozegrał siedem meczów i zdobył 20 goli. W 2017 wystąpił w mistrzostwach świata U-19 w Gruzji, w których rzucił 17 bramek w siedmiu spotkaniach.

## Statystyki
| Klub                            | Sezon     | Liga      | Liga | Liga | Liga | Puchar Polski | Puchar Polski | Puchar Polski | Razem | Razem | Razem |
| Klub                            | Sezon     | Liga      | M    | B    | Śr.  | M             | B             | Śr.           | M     | B     | Śr.   |
| ------------------------------- | --------- | --------- | ---- | ---- | ---- | ------------- | ------------- | ------------- | ----- | ----- | ----- |
| Śląsk Wrocław                   | Superliga | 2015/2016 | 12   | 21   | 1,8  | 0             | 0             | 0             | 12    | 21    | 1,8   |
|                                 |           |           |      |      |      |               |               |               |       |       |       |
| Moto-Jelcz Oława                | I liga    | 2016/2017 | 20   | 72   | 3,6  | 0             | 0             | 0             | 20    | 72    | 3,6   |
|                                 |           |           |      |      |      |               |               |               |       |       |       |
| Zagłębie Lubin                  | Superliga | 2017/2018 | 15   | 32   | 2,1  | 1             | 3             | 3             | 16    | 35    | 2,2   |
| Zagłębie Lubin                  | Superliga | 2018/2019 | 32   | 116  | 3,6  | 0             | 0             | 0             | 32    | 116   | 3,6   |
| Razem                           | Razem     | Razem     | 47   | 148  | 3,1  | 1             | 3             | 3             | 48    | 151   | 3,1   |
| Stan na koniec sezonu 2018/2019 |           |           |      |      |      |               |               |               |       |       |       |